# NFYA
NFYA‏ (Nuclear transcription factor Y subunit alpha) هوَ بروتين يُشَفر بواسطة جين NFYA في الإنسان.